# 孖崗山
孖崗山（英語：The Twins）是香港南區的一座山，位於香港島南部赤柱以北、淺水灣以東，鄰近紫羅蘭山及赤柱峽道。該山是衛奕信徑第一段起點必經山峰。

## 交通
- 城巴：6、73、260 於衛奕信徑站下車即可上山

## 外部連結
维基共享资源上的相關多媒體資源：孖崗山